# Ptilurodes
Ptilurodes is een geslacht van vlinders van de familie tandvlinders (Notodontidae).

## Soorten
- P. castor Kiriakoff, 1963
- P. pollux Kiriakoff, 1963